# Hernán Ampuero
Hernán “Chamullo” Ampuero Monsalve (Valparaíso, 1 de noviembre de 1939-Santiago, 30 de abril de 2001) fue un auxiliar paramédico deportivo. En su carrera formó parte del Cuerpo Técnico de la Selección de fútbol de Chile en el Mundial de fútbol de Alemania en 1974. En los torneos oficiales de Chile integró el cuerpo técnico de varios equipos, entre ellos de cuatro campeones nacionales: Deportes Concepción (1967 Primera B), Colo-Colo (1972 Primera A), Huachipato (1974 Primera A) y Everton (1976 Primera A). 

## Biografía y vida laboral
Nacido en Valparaíso habiendo cursado sus estudios básicos en el colegio Salesianos, se enroló en la Armada de Chile desempeñándose como marino, iniciando a la vez sus estudios de auxiliar médico. 
Retirado de la vida laboral marítima se fue al norte de Chile donde trabajó como peoneta (ayudante de camionero), minero, molinero y mecánico. En el hospital de la Oficina salitrera Pedro de Valdivia hizo cursos de paramédico. 
Terminados sus estudios se incorporó como integrante de los cuerpos técnicos de distintos clubes, siendo el primero Ferrobádminton, al que siguieron Unión La Calera, Trasandino y Deportes Concepción en 1967 y 1968.
En el seleccionado nacional cumplió labores en la selección olímpica de 1967, en los juegos Chile-Perú. En el seleccionado olímpico en 1968 en las eliminatorias en Colombia para México 1968.
En 1969 fue contratado por Lota Schwager, incorporándose posteriormente a Colo-Colo y la Selección de fútbol de Chile. Una vez terminado el mundial 1974, su trayectoria lo llevó a Huachipato, Everton, Santiago Wanderers y Universidad Católica, terminando su actividad en cancha como integrante del cuerpo técnico en el Mundial Juvenil realizado en Chile en 1987 y en el Sudamericano sub-17 de Ecuador en octubre de 1988.
Ya retirado de la actividad paramédica se dedicó a ser comentarista deportivo en los diarios Fortín Mapocho y La Época; las radios Chilena, Monumental y Nuevo Mundo; y en televisión, en Chilevisión, donde actuó como garzón en el programa "Círculo Central".
En otra faceta de su vida, siendo hijo de Benito Ampuero uno de los fundadores de Partido Socialista Chileno, su sentido de solidaridad lo llevó durante la época represiva en 1974, a visitar en la cárcel a amigos con problemas. Por dicho hecho fue acusado de terrorista, prohibiéndole abandonar el país. Fue apoyado por Francisco "Chamaco" Valdés, quien renunció a la selección hasta que "Chamullo" fuese reintegrado al seleccionado.
Falleció en Santiago, tras una larga batalla contra el cáncer pulmonar, el 30 de abril de 2001. Fue enterrado en el Cementerio Metropolitano de Santiago el 1 de mayo.